# Narcine rierai
Narcine rierai är en rockeart som först beskrevs av Lloris och Rucabado 1991.  Narcine rierai ingår i släktet Narcine och familjen Narcinidae. IUCN kategoriserar arten globalt som otillräckligt studerad. Inga underarter finns listade i Catalogue of Life.